# Jim Craig

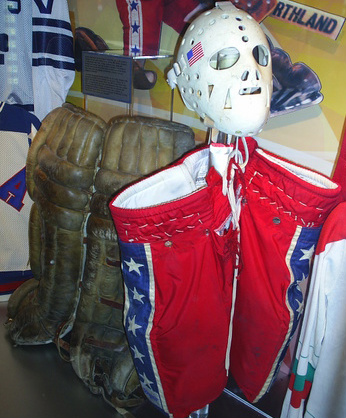
Výstroj z olympijského turnaje v Lake Placid, který Craiga i další mladíky z amerického mužstva proslavil

James Downey Craig (* 31. května 1957, Easton, Massachusetts, USA) je bývalý americký hokejový brankář, který chytal v klubech NHL Atlanta Flames, Boston Bruins a Minnesota North Stars. Je členem Síně slávy mezinárodní hokejové federace.

## Reprezentace
Poprvé se postavil mezi tyče branky americké reprezentace při mistrovství světa 1979 v SSSR, kde skončil americký výběr sedmý – tedy předposlední. Trenér amerického výběru Herb Brooks v následující sezoně zařadil Craiga do mužstva, které se chystalo po celý úvod ročníku na olympijský turnaj v Lake Placid. V přípravě na něj Craig odchytal 55 zápasů. Na samotném turnaji se podařilo týmu, který byl poskládán z hráčů z univerzit, vybojovat šokující zlaté medaile po vítězství nad silným výběrem Sovětského Svazu. Dodnes je tento výsledek považován za jeden z nejpřekvapivějších v dějinách hokeje (označovaný jako Zázrak na ledě) a Craig patřil v mužstvu mezi nejvýznamnější osobnosti.
O Kanadský pohár 1981 jej připravilo zranění. V sezoně 1982/83 nastupoval za výběr USA, který byl složen z univerzitních hráčů a hráčů bez smlouvy v profesionálním klubu, za ten odchytal 23 utkání. Toto mužstvo bylo složeno, protože v březnu absolvovalo v Japonsku šampionát B-skupiny mistrovství světa po sestupu z elitní společnosti o rok dříve(vzhledem k termínu turnaje na něm nemohli hrát hráči NHL, která probíhala souběžně). Tento turnaj Američané vyhráli a vybojovali si účast na MS v příštím roce. Craig byl navíc zařazen do All star výběru.
Statistika na velkých mezinárodních turnajích
| Rok  | Tým | Událost |   | Zápasy | Výhry | Remízy | Prohry | Minuty | Ink. góly | Čistá konta | Ink. G/Z |
| ---- | --- | ------- | - | ------ | ----- | ------ | ------ | ------ | --------- | ----------- | -------- |
| 1979 | USA | MS      | 5 | 2      | 2     | 1      | 280    | 10     | 0         | 2.14        |          |
| 1980 | USA | OH      | 7 | 6      | 1     | 0      | 420    | 15     | 0         | 2.14        |          |

## Klubová kariéra
Craig chytal do roku 1979 za mužstva ve středoškolských či univerzitních soutěžích, poslední tři sezony strávil v celku Boston University Terriers. V závěru olympijské sezony 1979/80 se ve čtyřech utkáních objevil v dresu klubu NHL Atlanta Flames, který jej dva roky předtím draftoval. V ročníku 1980/81 odchytal 23 utkání za Boston Bruins. Další sezonu nastoupil pouze 13x v American Hockey League za Erie Blades a ročník 1982/83 chytal za americkou reprezentaci (viz výše). Poslední pokus dostat se do NHL absolvoval gólman v sezoně 1983/84, ovšem jeho působení v Minnesota North Stars mělo trvání pouhých tří utkání. Spíše trávil čas na farmě Salt Lake Golden Eagles v CHL. V létě 1984 se rozhodl pro konec kariéry.
Ve své kariéře tedy nastoupil pouze ve třiceti utkáních v nejprestižnější soutěži, ve kterých si připsal bilanci 11 vítězství – 7 remíz – 10 porážek. Během 1588 minut inkasoval rovnou stovku gólů, což činí průměr 3,78 obdržených branek na utkání.

## Trenérská kariéra
V letech 1994–1996 působil jako asistent trenéra u týmu NCAA ze Severovýchodní univerzity (Northeastern Univ.).

## Zajímavost
O olympijském triumfu v Lake Placid 1980 byl v roce 2004 natočen film, ve kterém Craiga hrál Eddie Cahill, který byl některých scénách nahrazován bývalým brankářem Billem Ranfordem kvůli větší věrohodnosti brankářských zákroků.
V roce 1981 v televizním filmu Zázrak na ledě byl ztvárněn pro změnu Stevenem Guttenbergem.